# Модерн середины века

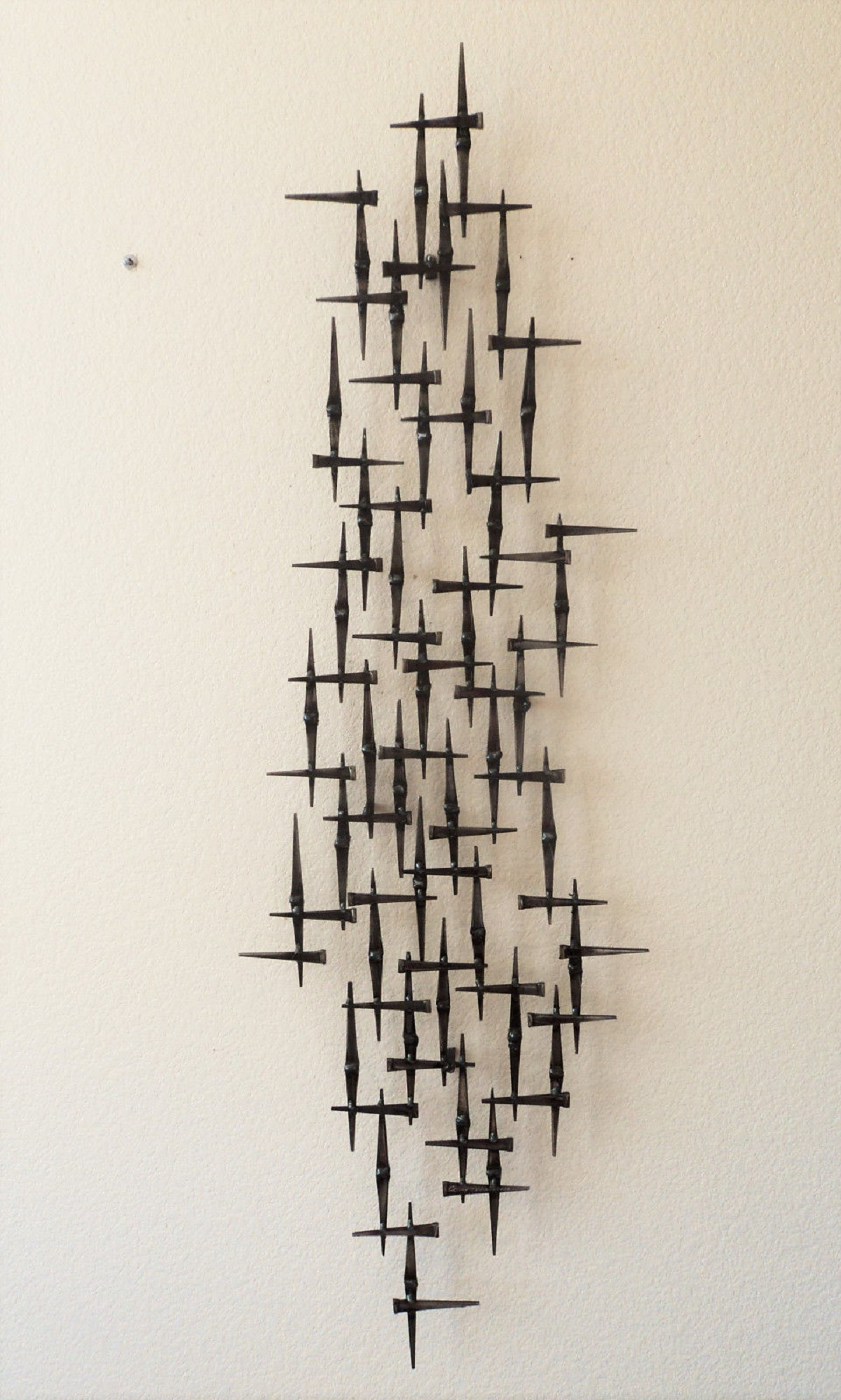
Кори Эллис. Скульптура

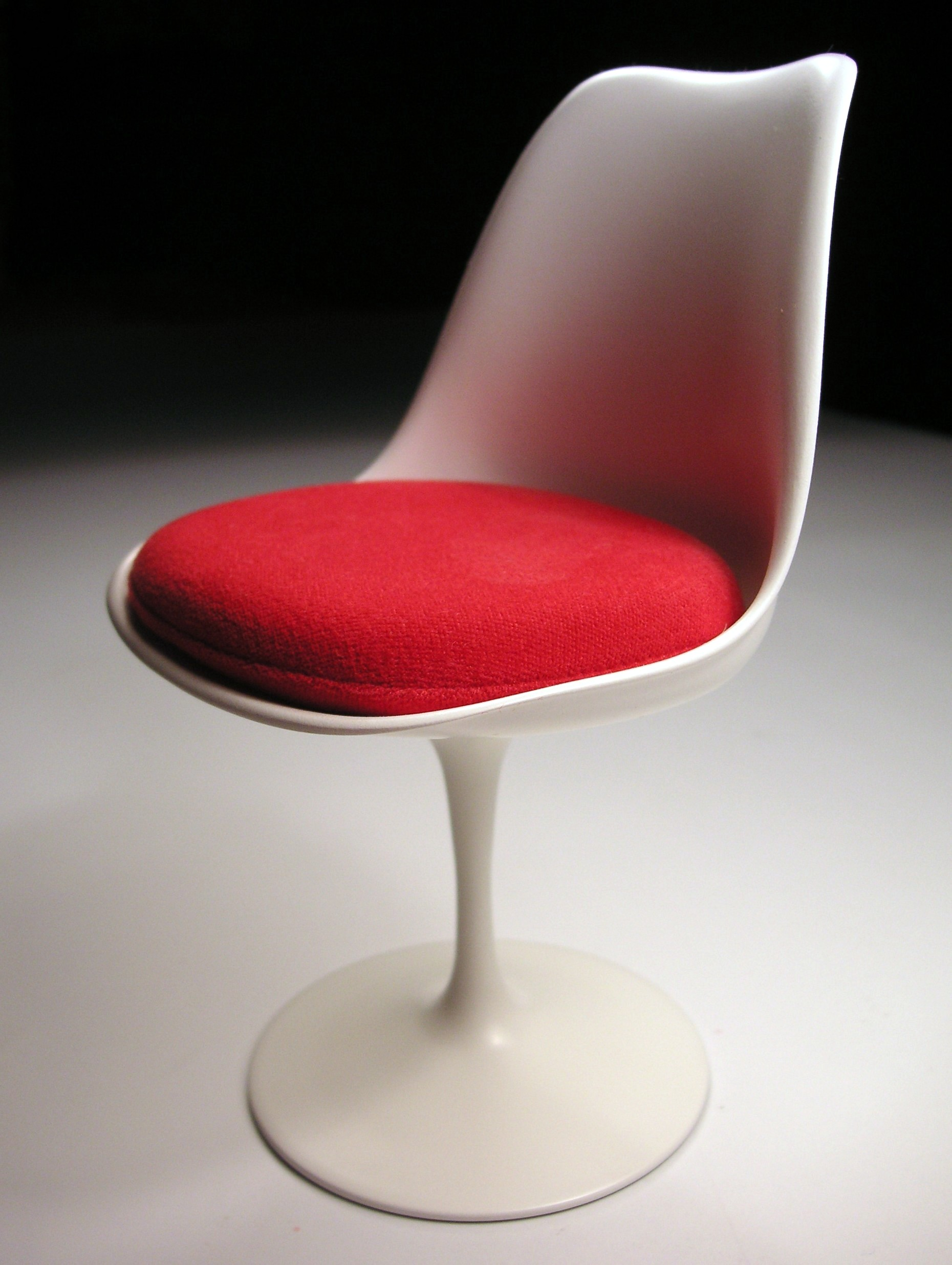
Ээро Сааринен. Кресло «Тюльпан», вариант без подлокотников (1956)

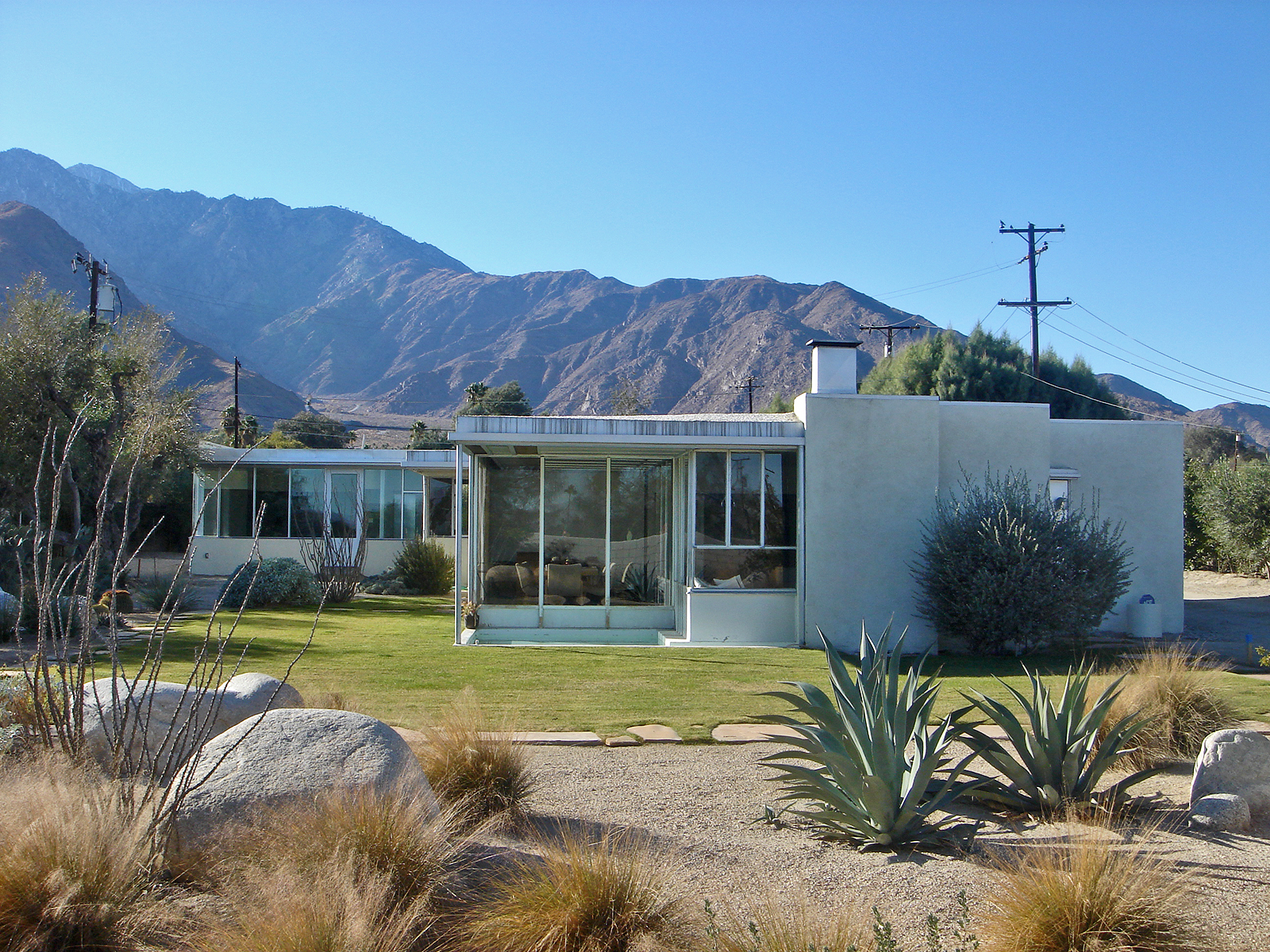
Рихард Нойтра. «Дом Миллера»

Модерн середины века — модернистское направления современного искусства середины XX века, выразившее себя в скульптуре, дизайне и архитектуре. Характеризуется прежде всего чёткими линиями, а также органическими формами и обтекаемым дизайном без дополнительных украшений. Наибольшим образом выражен в архитектуре и в дизайне мебели в Европе и США.

## Время
Временное местоположение модерна середины века не определено однородно. В литературе некоторые авторы ограничивают эпоху 1947—1957 годами, другие — 1950—1965 годами. Американская журналистка Кара Гринберг впервые использовала термин «Mid-century modern» в названии своей книги «Mid-century Modern: Furniture of the 1950s.» в 1983 году, в книге она сосредоточилась на обзоре мебели 1950-х годов. В более широком контексте модерн середины века — это термин для описания архитектуры, дизайна интерьера, живописи и графического дизайна, который отражает современный дизайн середины XX века. Признанное искусствоведами и музеями всего мира, дизайнерское движение переняло черты архитектурного модернизма Баухауза и Ле Корбюзье.

## Архитектура
Одним из главных центров прогрессивной архитектуры в середине XX века была Южная Калифорния, куда эмигрировали многие видные архитекторы и дизайнеры из Европы, среди них были Рихард Нойтра и Грета Гроссман. Здесь при участии американского архитектурного журнала Arts & Architecture и его главного редактора Джона Энтензы сформировалось архитектурное сообщество модернистов середины века. Энтенза предложил новую концепцию доступного и простого в реализации в США жилья. Его поддержали Чарльз и Рэй Имз, Ээро Сааринен и многие другие ведущие архитекторы. Одним из итогов их совместной работы стала Case Study House Program — программа строительства индивидуальных жилых домов, реализованная во многом на средства самих архитекторов в 1945—1966 годах. Построенные дома были представлены как образцы, которые могли бы стать основой типовой застройки жилья для среднего класса Лос-Анджелеса и Южной Калифорнии.
В качестве стройматериалов использовались промышленные новинки, разработанные во время Второй мировой войны. Металлический каркас и панорамное остекление полностью стёрли границы между интерьером и экстерьером. Террасы за счёт раздвижных перегородок стали логическим продолжением гостиных, сами при этом органично раскрываясь в приусадебный участок. Видовые характеристики стали очень важным параметром при выборе участка; порой не очень удобную конфигурацию должен был исправить архитектор.

## Дизайн
Модернистский стиль середины века характеризовался чистыми линиями, а также нежными органическими изгибами и геометрическими формами. Функциональность заменила витиеватые орнаменты; форма должна соответствовать функции. Здесь современные дизайнеры использовали материалы и цвета, которые имели особую узнаваемость в рамках периода. В качестве материалов использовались: пластик, винил, стекло, оргстекло и акриловое стекло, фанера, твёрдая древесина и алюминий. Цвета варьировались от нейтральных до смелых. Чёрное и белое в основном использовались без серого цвета из-за графического контраста.
Большая часть американского населения характеризовалась сильным потребительским спросом в результате расцвета экономики США после Второй мировой войны. Оптимизм, радость потребления, новые технологии и материалы в сочетании с творческим подходом дизайнеров привели к социальной передышке. Был большой спрос на новые, доступные и быстро возводимые дома с современной мебелью. Модели мебели стали производиться серийно, что было расценено как преимущество.
Формально стиль модерна середины века относится и к мебели, сделанной в то время в СССР. Однако оригинальность дизайна мебели, выпущенной в СССР в середине XX века, спорна, в силу технологического отставания в сфере производства товаров массового потребления очень многие предметы мебели и бытовой техники тех лет создавались путём копирования или переработки западных образцов. Большое влияние на дизайн в СССР оказала состоявшаяся в 1959 году в Москве в парке «Сокольники» Американская выставка, где был представлен образец жилого дома, наполненный современной мебелью и бытовой техникой. Помимо прочего, в нём была выставлена мебель Ээро Сааринена и супругов Имс, которые также принимали участие в создании павильонов выставки.
Ответом на увиденное стало создание в 1962 году Всесоюзного научно-исследовательского института технической эстетики (ВНИИТЭ), задачей которого стала разработка оригинального дизайна предметов массового потребления. Однако, в силу ряда причин большинство сконструированных им работ оставалось на бумаге, в производство шли наиболее экономичные и практичные образцы.
Зародившийся в США стиль вскоре превратился в международный, включавший в себя скандинавский, итальянский, чешский и немецкий дизайн. Дисциплины были едва разделены. Скульпторы, такие как Гарри Бертойя, разработали мебель, как и архитекторы Ээро Сааринен, Джордж Нельсон, Норман Чернер и Ричард Нейтра, которые любили дополнять свой новый стиль строительства своими собственными дизайнерскими находками. В Америке Герман Миллер (который также работал с Джорджем Нельсоном, Чарльзом и Рэем Имсом) и Флоренс и Ханс Нолл были известны как стильные мебельщики.
Скандинавский дизайн был важной частью того времени, его стиль характеризовался простым, демократичным дизайном и естественными формами. Стеклянная посуда (Iittala-Финляндия), керамика (Arabia — Финляндия), посуда (Георг Йенсен — Дания), освещение (Poul Henningsen — Дания) и мебель (Danish modern) — примеры товаров в данном стиле.

## Художники, дизайнеры и архитекторы
- Людвиг Мис ван дер Роэ
- Джо Понти
- Виктор Грюн
- Алвар Аалто
- Арне Якобсен
- Вернер Пантон
- Уильям Перейра
- Луиджи Колани
- Петер Гичи
- Гарри Бертойя
- Дитер Рамс
- Марсель Брёйер
- Ханс Вегнер
- Чарлз и Рэй Имзы
- Ээро Сааринен
- Рихард Нойтра
- Бёрге Могенсен
- Ева Цайзель
- Флоренс Нолл